# دلار نیوفاندلند
دلار نیوفاندلند (به انگلیسی: Newfoundland dollar) با کد ایزوی NFD، یکای پول رایج در نیوفاندلند (جزیره) است.